# Vittorio Lupi
Vittorio Lupi (Ceriana, 4 aprile 1941) è un vescovo cattolico italiano, dal 20 ottobre 2016 vescovo emerito di Savona-Noli.

## Biografia
Nasce a Ceriana, in provincia di Imperia e diocesi di Ventimiglia-San Remo, il 4 aprile 1941.

### Formazione e ministero sacerdotale
Frequenta gli studi presso il seminario vescovile.
Il 30 maggio 1964 è ordinato presbitero, nella chiesa dei Santi Pietro e Paolo a Ceriana, dal vescovo Emilio Biancheri.
Dopo l'ordinazione è vicario parrocchiale nel suo paese natale, dal 1964 al 1968; dal 1968 al 1970 è vicerettore del seminario diocesano. Nel 1970 è nominato vicario parrocchiale della basilica di San Siro a Sanremo e poi parroco della parrocchia di Riva Ligure, un grosso paese agricolo ad oriente di Sanremo, nel 1982.
Nel 1990 viene nominato provicario generale e direttore dell'ufficio catechistico scolastico. Nel 1991 viene nominato vicario generale.
È tra i promotori della manifestazione musicale "Jubilmusic" che ogni anno si tiene al Teatro Ariston a Sanremo e lungo tutta la sua vita sacerdotale si è caratterizzato per una spiccata attenzione al mondo dei giovani e del sociale.

### Ministero episcopale
Il 30 novembre 2007 papa Benedetto XVI lo nomina vescovo di Savona-Noli; succede a Domenico Calcagno, precedentemente nominato segretario dell'Amministrazione del patrimonio della Sede Apostolica. Il 27 gennaio 2008 riceve l'ordinazione episcopale, presso il mercato dei fiori di Sanremo, dal cardinale Angelo Bagnasco, co-consacranti i vescovi Alberto Maria Careggio e Giacomo Barabino. Il 24 febbraio successivo prende possesso della diocesi.
Il 20 ottobre 2016 papa Francesco accoglie la sua rinuncia, presentata per raggiunti limiti di età; gli succede Calogero Marino, del clero di Chiavari. Rimane amministratore apostolico della diocesi fino all'ingresso del successore, avvenuto il 15 gennaio 2017.

## Genealogia episcopale
La genealogia episcopale è:
- Cardinale Scipione Rebiba
- Cardinale Giulio Antonio Santori
- Cardinale Girolamo Bernerio, O.P.
- Arcivescovo Galeazzo Sanvitale
- Cardinale Ludovico Ludovisi
- Cardinale Luigi Caetani
- Cardinale Ulderico Carpegna
- Cardinale Paluzzo Paluzzi Altieri degli Albertoni
- Papa Benedetto XIII
- Papa Benedetto XIV
- Papa Clemente XIII
- Cardinale Enrico Benedetto Stuart
- Papa Leone XII
- Cardinale Chiarissimo Falconieri Mellini
- Cardinale Camillo Di Pietro
- Cardinale Mieczysław Halka Ledóchowski
- Cardinale Jan Maurycy Paweł Puzyna de Kosielsko
- Arcivescovo Józef Bilczewski
- Arcivescovo Bolesław Twardowski
- Arcivescovo Eugeniusz Baziak
- Papa Giovanni Paolo II
- Cardinale Carlo Maria Martini, S.I.
- Cardinale Dionigi Tettamanzi
- Cardinale Angelo Bagnasco
- Vescovo Vittorio Lupi

## Araldica
| Stemma | Blasonatura |
| ------ | --- |
|        | Inquartato di azzurro e di oro. Nel primo alla stella a otto punte, di oro; nel secondo al cuore di rosso; nel terzo al ramoscello di olivo, di verde; nel quarto all'ancora in palo, di nero. Il colore azzurro rappresenta la fede mentre l'oro la grazia divina. Nei primi due quarti la stella è il simbolo della Vergine Maria ma si trova anche nello stemma del comune natale di Ceriana mentre il cuore simboleggia la misericordia. Nei quarti inferiori l'ulivo come simbolo di pace e della Riviera ligure e l'ancora a simboleggiare sicurezza nell'agire e l'attività marinara dei liguri. Il motto GRESSUS MEOS DIRIGE, che significa guida i miei passi, ricorda l'affidamento a Dio affinché sia guida nelle scelte e nell'azione pastorale. |